# Pojatisht
Pojatisht (albanska: Pojatisht/Pojatë, serbiska: Pojatište) är en by i Kosovo. Den ligger i kommunen Ferizaj. Enligt den senaste folkräkningen år 2011 fanns det 1 235 invånare.

## Demografi
| Demografi | 2011 |
| --------- | ---- |
| albaner   | 1047 |